# Povestea noastră
Povestea noastră (în turcă Bizim Hikaye) este un serial de televiziune turcesc difuzat în România de Kanal D România.

## Sinopsis
Filiz este o fată care îi îngrijește pe cei cinci frați mai mici ai ei, în timp ce mama lor vine și pleacă când își dorește. Fikri, tatăl copiilor, este dependent de alcool și de bani.El cauzeaza numai probleme familiei. Responsabilă pentru toată familia, într-unul din cartierele cele mai sărace din Istanbul, Filiz nu crede că poate iubi. Aceasta până când apare Barıș/Savas, care face orice pentru familia lui Filiz doar pentru a o câștiga pe fată. Aceștia se căsătoresc și ajung să aibă o fată.

## Distribuție
Actorii principali din film sunt următorii:
- Filiz   (Hazal Kaya)
- Fikri  (Reha Özcan)
- Barıș  (Burak Deniz)
- Rahmet (Yağız Can Konyali)
- Hikmet  (Nejat Uygur)
- Fikret  (Alp Akar)
- Müjde  (Serra Pirinç)
- Kiraz (Zeynep Selimoğlu)
- Ismet  (Ömer Sevgi)
- Yeliz  (Nilay Dürü)
- Tulay  (Nesrin Cavadzade)
- Tufan (Mehmet Korhan Fırat)
- Cemil  (Mehmetcan Mincinözlü)
- Șeyma (Evrim Doğan)
- Șükran (Esra Bezen)
- Asîm (Berkay Akin)
- Esra (Pınar Töre)
- Çiçek (Sahra Șaș)